# William Boyd Dawkins

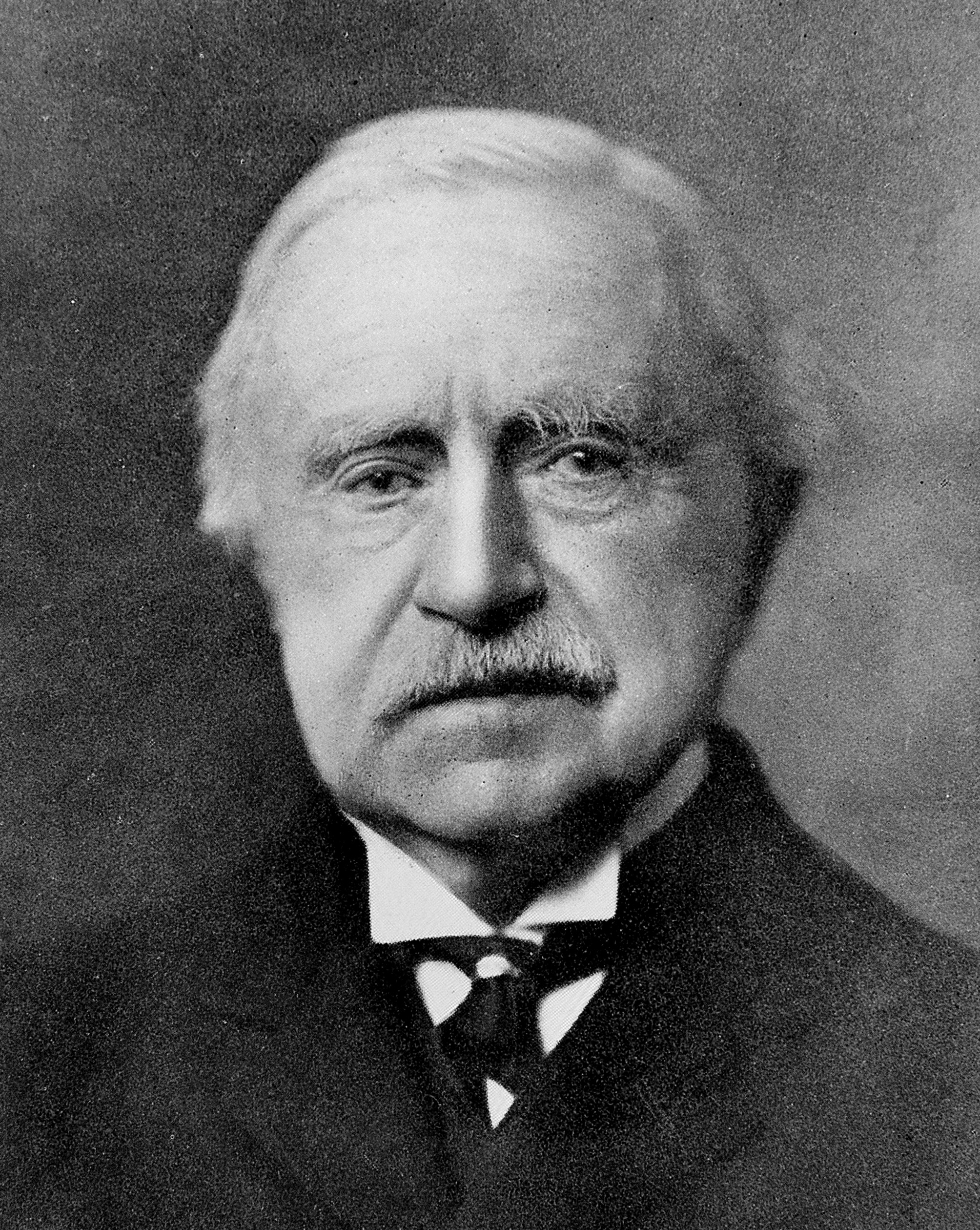
William Boyd Dawkins

Sir William Boyd Dawkins (* 26. Dezember 1837 in Buttington bei Welshpool; † 15. Januar 1929 in Richmond Lodge, Bowdon, damals Cheshire) war ein britischer Geologe und Paläontologe.

## Leben und Wirken
William Boyd Dawkins war der einzige Sohn von Reverend Richard Dawkins und dessen Frau Mary Ann Youngman. Er wurde zunächst an der Rossall School unterrichtet, bevor er 1854 seine Ausbildung am Jesus College in Oxford fortsetzte. Dort freundete sich Dawkins mit dem späteren Historiker John Richard Green an.
Bereits als Student begann Dawkins mit der Erforschung von Höhlen, so begann er 1859 mit der Ausgrabung einer Hyäne in der Höhle bei Wookey Hole. Dies führt zu einem lebenslang anhaltenden Interesse an ausgestorbenen Säugetieren. Von 1861 bis 1869 arbeitete Dawkins für den Geological Survey of Great Britain und wurde Kollege von Thomas Henry Huxley an der Royal School of Mines. Während dieser Zeit kartierte Dawkins Teile der Wealden und anderer Formationen in Kent und des „Themse-Tals“. In dieser Zeit erschienen die ersten seiner Veröffentlichung, beispielsweise über das Gebiss des Wollnashorns und über den Ursprung des Höhlenlöwen. 1866 heiratete er Frances Evans († 1921) und am 6. Juni 1867 wurde Dawkins als Mitglied in die Royal Society gewählt.

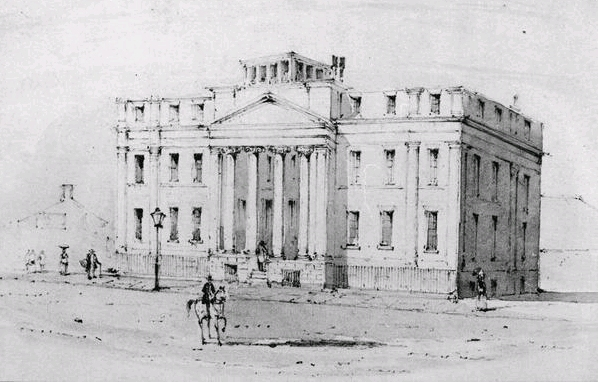
Das Manchester Natural History Museum, um 1850

Auf Huxleys Empfehlung hin wurde Dawkins 1869 in Manchester Kurator für Naturgeschichte am Manchester Museum. Er begann mit der Ordnung und Katalogisierung der dortigen Sammlung und hielt Vorträge über Geologie am Owens College. Ab 1872 hielt Dawkins dort die ersten Vorlesungen ab und wurde schließlich im Oktober 1874 auf den Lehrstuhl für Geologie berufen, den er bis zu seinem Ruhestand im Jahr 1908 innehatte.
Gemeinsam mit William Ayshford Sanford arbeitete er an der Monografie British Pleistocene Mammalia, die in mehreren Teilen von 1866 bis 1872 von der Palaeontographical Society veröffentlicht wurde. 1874 erschien Cave Hunting, das unter dem Titel Die Höhlen und die Ureinwohner Europas von Johann Wilhelm Spengel ins Deutsche übertragen wurde. 1880 veröffentlichte Dawkins sein Buch Early Man in Britain and His Place in the Tertiary Period, das als Begleiter zu Greens A Short History of the English People von 1874 konzipiert war. In den Creswell Crags bei Worksop nahm er weitere Höhlengrabungen vor. Während dieser Jahre unternahm Dawkins auch Reisen nach Amerika und Australien.
Ab den 1880ern wandte sich Dawkins verstärkt der „angewandten Geologie“ zu. 1882 war er Berater eines ersten Versuchs einen Tunnel unter dem Ärmelkanal zu bohren. Ebenfalls Anfang der 1880er war Dawkins Gutachter des Humber-Tunnel-Projektes. Er wurde ebenfalls als Ratgeber verschiedener Wasserversorgungsprojekt konsultiert. Unter Dawkins Leitung wurden 1890 die Kohlelagerstätten in Kent entdeckt.
Die Geological Society of London ehrte Dawkins 1889 mit der Lyell-Medaille und 1918 mit der Prestwich Medal. 1919 wurde er als Knight Commander des Order of the British Empire ausgezeichnet. Nach dem Tod seiner Frau heiratete Dawkins im darauffolgenden Jahr Mary Poole, die Witwe von Hubert Congreve.
Nach dem Tod von William Boyd Dawkins wurden seine sterblichen Überreste am Manchester Crematorium eingeäschert. Dawkins hinterließ seine Bücher und einen Großteil seiner Papiere der Stadt Buxton.

## Schriften (Auswahl)
Bücher
- Cave hunting. Researches on the evidence of caves respecting the early inhabitants of Europe. Macmillan & Co., London 1874 (archive.org)
  - Die Höhlen und die Ureinwohner Europas. Aus dem Englischen übertragen von Johann Wilhelm Spengel. Mit einem Vorwort von Oscar Fraas. Winter, Leipzig & Heidelberg 1876
- Early Man in Britain and His Place in the Tertiary Period. Macmillan & Co., London 1880 (archive.org).

Zeitschriftenbeiträge
- On a hyaena-den at Wookey Hole, near WellsIn: The Quarterly Journal of the Geological Society of London. Band 18, Nummer 1, 1862, S. 115–125 (online).
- On a hyaena-den at Wookey Hole, near Wells. No. II. In: The Quarterly Journal of the Geological Society of London. Band 19, Nummer 1, 1863, S. 260–274 (online).
- The Mammalia found at Windy Knoll. In: The Quarterly Journal of the Geological Society of London. Band 31, 1875, S. 246–255 (online).
- On the Mammal-fauna of the Caves of Creswell Crags. In: Quarterly Journal of the Geological Society. Band 33, 1877, S. 589–612.
- The Exploration of the Ossiferous Deposits at Windy Knoll, Castleton, Derbyshire. In: The Quarterly Journal of the Geological Society of London. Band 33, 1877, S. 724–729. - mit Rooke Pennington
- Further discoveries in the Creswell Crags. In: The Quarterly Journal of the Geological Society of London. Band 35, 1879, S. 724–735 (online). - mit J. M. Mello
- The Pleistocene Mammalia.
  - Part I: Introduction. (Pages i–l.); British Pleistocene Felidae. Felis spelaea, Goldfuss. (Pages 1–28; Plates I–V.) In: Monograph of the Palaeontographical Society. Issued for 1864. Band 18, Palaeontographical Society, London 1866 (online). - mit William Ayshford Sanford
  - Part II: British Pleistocene Felidae. Felis spelaea, Goldfuss. (Pages 29–121; Plates VI–XIX.) In: Monograph of the Palaeontographical Society. Issued for 1867. Band 21, Palaeontographical Society, London 1869 (online). - mit William Ayshford Sanford
  - Part III: British Pleistocene Felidae. Felis spelaea, Goldfuss. Felis lynx, Linnaeus. (Pages 125–176; Plates XX–XXII, XXIIa, XXIIb, XXIII.) In: Monograph of the Palaeontographical Society. Issued for 1868. Band 22, Palaeontographical Society, London 1868 (online). - mit William Ayshford Sanford
  - Part IV: British Pleistocene Felidae. Felis pardus, Lin; Felis caffer, Desm.; Felis catus, Lin.; Machaerodus latidens, Owen. (Pages 177–194; Plates XXIV, XXV.) In: Monograph of the Palaeontographical Society. Issued for 1871. Band 25, Palaeontographical Society, London 1872 (online). - mit William Ayshford Sanford
  - Titlepage: The Pleistocene Mammalia. Vol. I. British Pleistocene Felidae. In: Monograph of the Palaeontographical Society. Issued for 1900. Band 54, Palaeontographical Society, London 1900 (online). - mit William Ayshford Sanford
  - = The Pleistocene Mammalia. Band 1: British Pleistocene Felidae, Palaeontographical Society, London 1866–1872.
  - Part V: British Pleistocene Ovidae: Ovibos Moschatus, Blainville. (Pages 1–30; Plates I–V.) In: Monograph of the Palaeontographical Society. Issued for 1871. Band 25, Palaeontographical Society, London 1872 (online).
  - Part A: A preliminary treatise on the relation of the Pleistocene Mammalia to those now living in Europe (Pages I–XXXVIII.) In: Monograph of the Palaeontographical Society. Issued for 1878. Band 32, Palaeontographical Society, London 1878 (online).
  - Part VI: British Pleistocene Cervidae. (Pages 1–29. Plates I–VII.) In: Monograph of the Palaeontographical Society. Issued for 1885. Band 40, Palaeontographical Society, London 1887 (online).